# Türkân Saylan
Türkan Saylan (13 de desembre de 1935, Istanbul, Turquia – 18 de maig de 2009, Istanbul) fou una metgessa especialista en dermatologia i malalties venèries, acadèmica, professora, escriptora i activista social turca. Cofundà i presidí l'associació turca ÇYDD (Çağdaş Yaşamı Destekleme Derneği, 'Associació per al suport de la vida contemporània'), una entitat de suport a l'educació de les nenes i per a la igualtat de gènere.

## Biografia
El seu pare es deia Fasih Galip i la seva mare, que era suïssa, Lili Mina Raiman; es convertí a l'Islam en casar-se, i es va canviar el nom pel de Leyla. Türkan Saylan era la més gran de la seva família. Després nasqueren quatre germans més.

## Formació
Entre 1944 i 1946 va estudiar a l'escola primària de Kandilli, després, entre 1946 i 1953, a l'institut de noies de Kandilli. El 1963 es va graduar a la Facultat de Medicina de la Universitat d'Istanbul amb especialització en dermatologia i malaties venèries, i després va completar els estudis al Regne Unit.

## Carrera professional
Entre 1964 i 1968 es va convertir en especialista en malalties de la pell a l'Hospital SSK del barri de Nişantaşı, a Istambul. L'any 1968 va començar a treballar en pràctiques. Va ser nomenada professora associada el 1972 i professora el 1977, i va ensenyar a la Universitat d'Istanbul.

### Tasca contra la lepra
El 1971 va rebre una beca, gràcies a la Delegació de Cultura Anglesa, i entre el 1974 i el 1976 va treballar a Anglaterra i França. Després va començar a estudiar la lepra i va fundar l'Associació i la Fundació Turca de Lluita contra la Lepra. Va fundar l'Hospital de Lepra d'Istanbul i sota la seva direcció, el centre va incorporar una clínica ambulatòria, atenció ocular especialitzada, taller de calçat, cirurgia, fisioteràpia i unitats dentals per a pacients hospitalitzats i ambulatoris. Més tard, entre 1981 i 2001, es va convertir en directora del Centre de recerca de la lepra de la Facultat de Medicina de la Universitat d'Istanbul. L'any 1986 va rebre el Premi Internacional Gandhi a l'Índia per la seva tasca contra la lepra. Va treballar com a consultora en lepra per a l'Organització Mundial de la Salut fins al 2006.
Türkan Saylan va ser escollida pel novè president de la República de Turquia, Süleyman Demirel, per convertir-se en membre dels Serveis Socials. Va treballar fins a l'any 2002 com a instructora de la clínica de dermatologia fins a la seva jubilació, al 2002, i com a metgessa en cap voluntària a l'Hospital Lepra d'Istanbul durant 21 anys, entre el 1981 i el 2002.
Va ser membre i cap adjunta de l'Associació Internacional de la Lepra. Va participar en la fundació del Laboratori de Dermopatologia, Malaltia de Behçet i Policlíniques de Malalties de Transmissió Sexual.

### Tasca a favor de les nenes i les dones
Mentre continuava treballant en l'alleujament de la lepra inicià projectes i accions en defensa de la laïcitat i els drets de les dones a Turquia. El 1989, amb Aysel Ekşi, va cofundar l'Associació per al Suport a la Vida Contemporània (Çağdaş Yaşamı Destekleme Derneği, o ÇYDD), una associació dedicada a promoure els drets de les dones, l'educació de les nenes i els principis de modernització propugnats per Kemal Ataturk, per tal com havia vist sobre tot a la Turquia rural com les nenes es quedaven a casa mentre els seus germans nens anaven a l'escola.

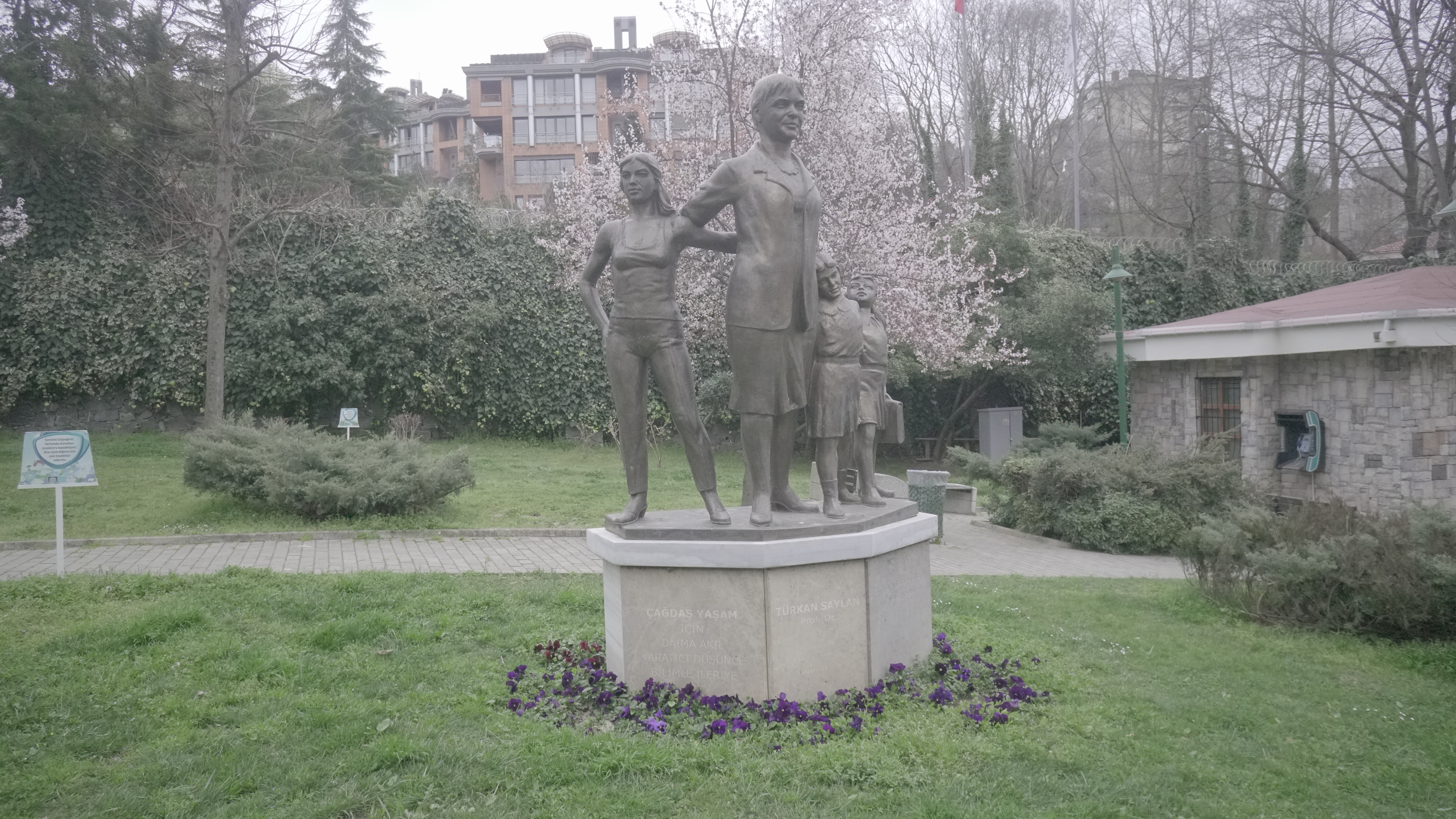
Parc de Türkan Saylan, a Arnavutköy, Istanbul

Els projectes de l'associació es dirigiren, per mitjà de 20.000 voluntaris i un centenar d'oficines arreu del país, a la construcció d'escoles, la donació de recursos i materials o la concessió de beques a estudiants de tots els nivells educatius. Al llarg de trenta anys des de la seva fundació fins al 2019, la ÇYDD havia atorgat beques a prop de 74.000 noies per seguir els estudis a l'institut, i a 34.000 per anar a la universitat. Havia dotat més de 700 aules d'educació infantil i construït 565 parcs infantils, dues escoles secundàries, sis escoles bressol, 32 escoles de poble i 36 dormitoris. També havia invertit en centres educatius i culturals i enviat subministraments educatius diversos a més de 500 escoles, entre els quals uns cinc milions de llibres. Türkan Saylan en va ser la presidenta durant tota la vida.

## Entrebancs
D'altra banda, el 2009, sota el govern del Partit de la Justícia i el Desenvolupament islàmic, amb el pretext d'investigar un presumpte cop d'estat planificat, tant la seu de l'associació ÇYDD com casa seva van ser escorcollades com a part de l'operació Ergenekon i li van ser confiscats documents tant privats com professionals. Ella havia encapçalat les protestes contra el nou govern islamista que propugnava tornar al vel i a la submissió de les dones, però va declarar per televisió que malgrat que mantindria els seus punts de vista i ideologia seculars i laïcistes amb fermesa i continuaria essent seguidora dels principis de Kemal Ataturk, sempre s'oposaria a un cop d'estat, i sempre defensaria «la democràcia i els valors contemporanis».
La ÇYDD va concedir un gran nombre de beques a 29.000 estudiantes universitàries, abans de la seva mort, Türkan Saylan volia arribar a concedir-ne a 100.000. Tanmateix, la ÇYDD no en va atorgar cap a les estudiants que portaven vel.

## Vida personal
Es va casar i divorciar dues vegades. Tingué dos fills, un es va fer dissenyador gràfic, l'altre metge.

## Reconeixement i memòria

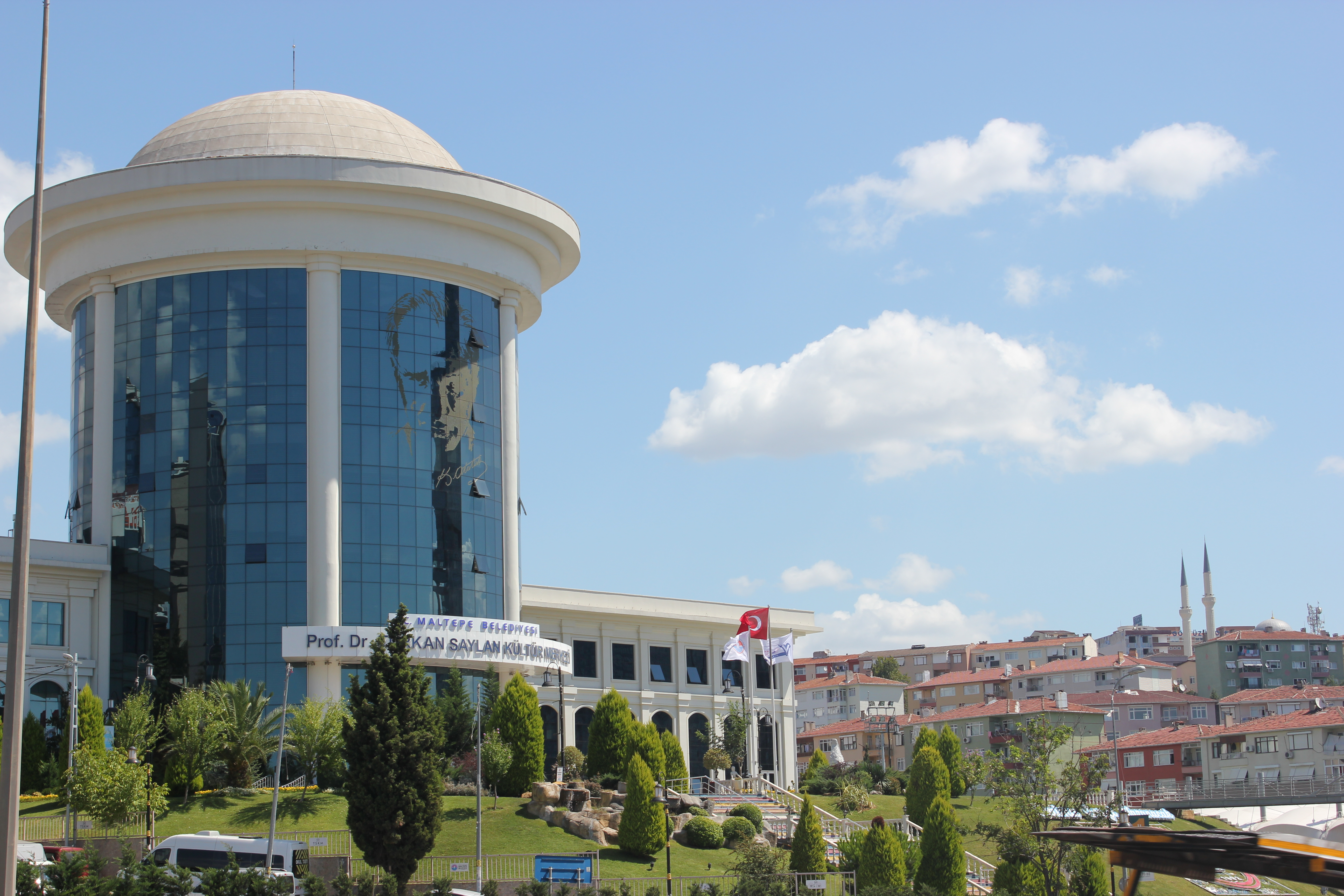
Türkan Saylan Kültür Merkeziː Centre Cultural Türkan Saylan, a Istanbul

Tek ve Tek Başına: Türkan és un llibre escrit per Ayşe Kulin sobre la vida de Türkan Saylan. A partir d'aquesta obra, la vida de Türkan Saylan ha estat adaptada a una sèrie de televisió.
El Premi d'Art i Ciència Doctora Türkan Saylan, que concedeix anualment la CYDD des de l'any 2011, ofereix a tots els ciutadans de la República de Turquia majors de 18 anys poder participar en un concurs de relats curts escrits en turc. També concedeix un premi anual al científic seleccionat entre els investigadors que han rebut el premi BAGEP en el camp de la medicina. També atorga cada any el Premi República de la Vida Contemporània a aquelles persones que han contribuït amb les seves paraules, obres, activitats científiques, artístiques i culturals, al desenvolupament i promoció dels valors de la República de Turquia, en defensa de la democràcia i els drets humans, a favor del laïcisme i la modernitat.

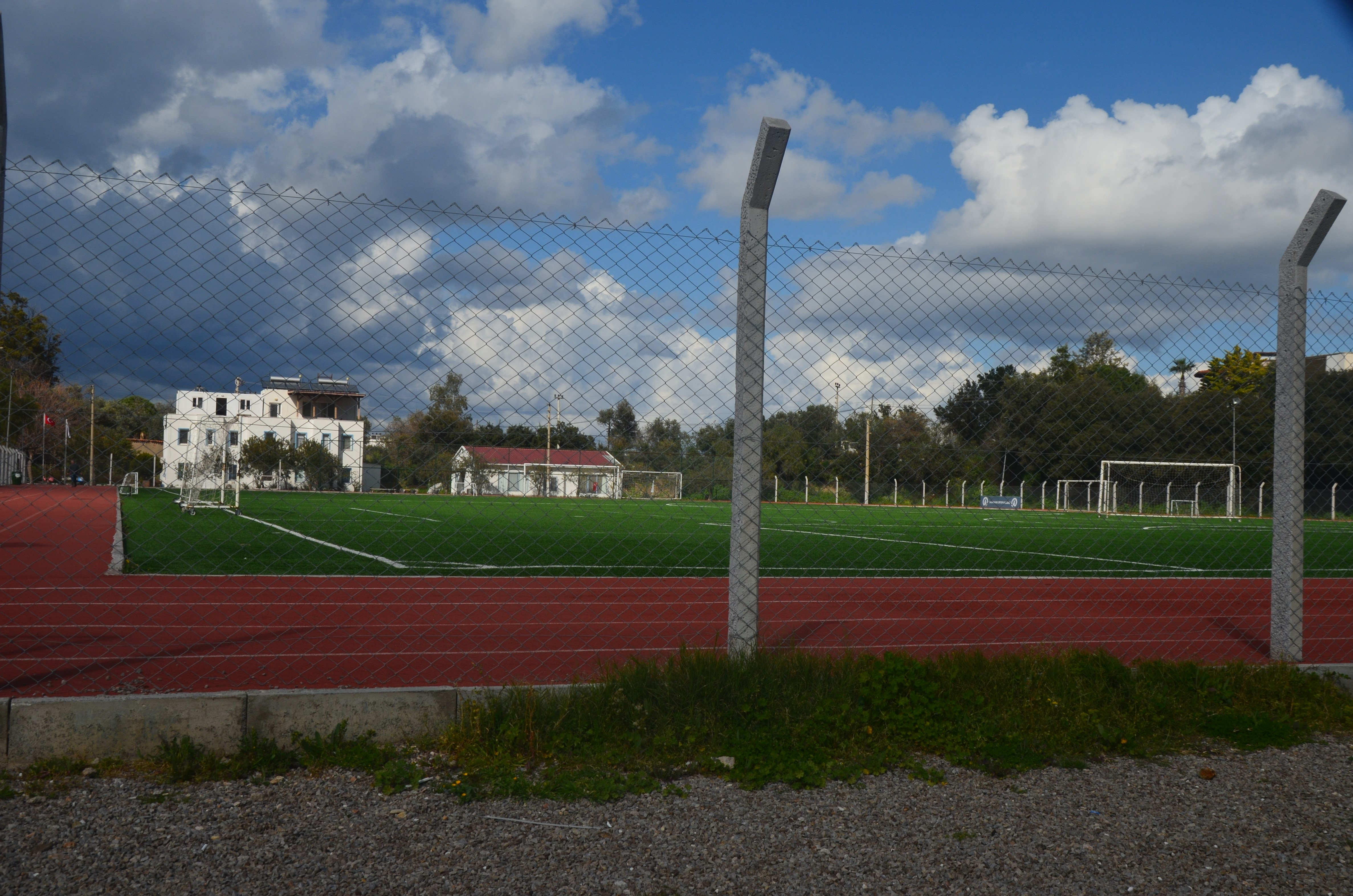
Complex esportiu Türkan Saylan a Geriş, Bodrum

A les ciutats d'Esmirna i Istambul hi ha sengles centres culturals i artístics que porten el nom de Turkan Saylanː Türkan Saylan Kültür Merkezi d'Esmirna (1997) i d'Istanbul. Parcs, jardins, centres esportius i escoles arreu del país porten el seu nom i recullen el seu llegat.

## Premis
Al llarg de la seva vida, rebé els premis següents:
- Premi Dowling Club (1978)
- Premi Dona de l'Any a Turquia (1990)
- Premi Melvin Jones (1991)
- Premi Principis i Revolucions d'Atatürk per la Universitat d'Istanbul (1996)
- Premi Atatürk, Tuzla Rotary (1997)
- Premi Fahrettin Kerim Gökay de la Turkish Lions Foundation (1997)
- Premi 75 anys de la Unió de Dones Turques (1998)
- Premi Uğur Mumcu-Muammer Aksoy (1999)
- Premi del Foyer d'Artistes Italians (2001)
- Premi Atatürk de Modernitat (2003)
- Premi 100 anys d'assoliment professional del Rotary Club
- Premi d'Educació d'Oriflama Türkiye (2005)
- Premi SODEV (2005)
- Premi Cor de l'Associació Türk Kalp Vakfı (2006)
- Premi d'Educació ÇEK (2006)
- Premi de Responsabilitat Social-Tühid per 5. Altín Pusula (2006)
- Premi a la Personalitat Prioritària de TÜRYAK i la Universitat Hacettepe (2007)
- Premi Melvin Jones (per segona vegada) per 118. Lleó (2007)
- Premi Dona de l'Any de Böbrek Vakfı (2008)
- Premi al líder de la societat civil per la revista L'Économiste (2008)
- Premi a la preservació dels principis de la República per ANAÇEV (2009)
- Doctor honoris causa per la Universitat de Boğaziçi (2009)
- Premi Vehbi Koç (2009)[3]

Türkan Saylan es va negar a cobrar els 100.000 dollars concedits pel Premi Vehbi Koç i va dedicar l'import a beques per a les estudiants que en necessitaven.

## L'AssociacióÇağdaş Yaşamı Destekleme Derneği(ÇYDD)
ÇYDD es va fundar l'any 1989 per oferir una educació igual per a tothom. Generalment s'adreça a les noies i pretén establir una societat contemporània d'acord amb els principis i reformes d'Atatürk. ÇYDD està present a 96 ciutats de Turquia.

### Enfocament bàsic
«Ser una peça de la solució per a la societat contemporània, l'individu modern». L'associació ÇYDD s'esforça per augmentar el nombre de persones sensibles als problemes ambientals i al patrimoni cultural. La ÇYYD vol garantir un entorn on tothom pugui fer ús dels seus drets i llibertats. Es proposen la missió de «produir solucions i crear opinió pública per a una vida i una educació contemporànies que desenvolupin el pensament científic i les habilitats de qüestionament i respectin els drets humans, per tal de protegir els principis i les revolucions d'Atatürk i els èxits de la República».